# 司馬晰
司馬晰（？年—？年），字宗晦，山西夏縣。明朝解元。

## 生平
宋司馬光十七世孫。父司馬初，嘉靖進士。萬曆元年（1447年），司馬晰中式癸酉科山西鄉試第一名舉人。。